# Grzegorz Dowlasz
Grzegorz Dowlasz ps. Ignacy Kowal (ur. 10 listopada 1922 w Wornianach k. Wilna, zm. 6 września 2012 w Szczecinie)  – polski nauczyciel i pisarz, współzałożyciel, wraz z żoną Weroniką, pierwszego w Polsce rodzinnego domu dziecka – Domu Dowlaszów.

## Życiorys

### Lata 1922–1945
Grzegorz Dowlasz urodził się w Wornianach 10 listopada 1922 roku. W roku 1941 ukończył w Wilnie średnią szkołę pedagogiczną. W czasie okupacji niemieckiej (zob. Wileńszczyzna w latach 1939–1944) był zaangażowany w działalność konspiracyjną. W tych okolicznościach poznał swoją przyszłą żonę, Weronikę. Walczył w szeregach AK (organizacja Wachlarz). Był żołnierzem 5. Kołobrzeskiego Pułku Piechoty. Opuścił wojsko w roku 1946, po operacji w Hrubieszowie.

### Lata 1946–1958

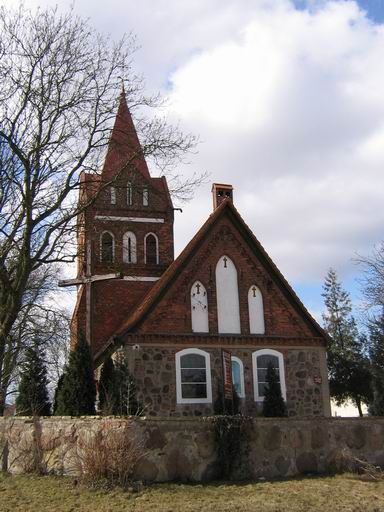
Kościół w Bezrzeczu w roku 2006

Weronika i Grzegorz Dowlaszowie zawarli związek małżeński po zakończeniu II wojny światowej, w roku 1946. Zamieszkali w podszczecińskiej miejscowości Bezrzecze. Tu urodziły się ich dzieci – w październiku 1947 roku syn Grzegorz, a w maju 1949 roku córka Inka. W Bezrzeczu, należącym wówczas do wiejskiej gminy Dobra, wspólnie organizowali pierwszą polską szkołę (pierwszym kierownikiem została Weronika Dowlasz). We wrześniu 1946 roku rozpoczęły się zajęcia w szkole jednoklasowej, zlokalizowanej w małym budynku po szkole niemieckiej (znajdującym się naprzeciw kościoła). Szkoła siedmioklasowa powstała w wyremontowanym budynku gospodarczym, obok spalonego przez Rosjan pałacu rodzin von Ramin i von Schöning. Nowy szkolny budynek, istniejący do dzisiaj przy ul. Górnej, oddano do użytku w roku 1952. Powstał dzięki staraniom Grzegorza Dowlasza (drugiego kierownika szkoły), Stanisława Kowalika (prawnika i społecznika, przewodniczącego SFOS, z którego otrzymano dotację) i społecznej pracy mieszkańców Bezrzecza.
W kolejnych latach Dowlaszowie z dziećmi mieszkali w domu z ogrodem w Jasienicy (Grzegorz Dowlasz pracował w szkole, Weronika opiekowała się dziećmi, domem, ogrodem), a następnie w Policach, w bloku przy ul. Bieruta. Oboje byli wychowawcami w Państwowym Ośrodku Wychowawczym (G. Dowlasz został też kierownikiem placówki).

### Lata 1958–2012

#### Rodzinny Dom Dziecka – decyzja
W czasie pracy w polickim POW Dowlaszowie nabrali przekonania o konieczności zmian polskiego systemu opieki nad dziećmi pozbawionymi rodzin (sieroctwo i sieroctwo społeczne). Ochotniczo włączyli się do rozpoczynanej w roku 1958 akcji zastępowania „systemu zakładowego” (domy dziecka nazywane zakładami wychowawczymi, placówkami opiekuńczo-wychowawczymi) siecią rodzinnych domów dziecka  .
Największe zainteresowanie Grzegorza Dowlasza budziła sytuacja najstarszych chłopców, wśród nich „trudnej młodzieży” – dewiacyjnych kilkunastolatków bez podstawowego wykształcenia, którzy uczęszczali na lekcje wraz ze znacznie młodszymi dziećmi (sytuacja była niekorzystna dla obu grup wiekowych). Starał się zorganizować dla nich odrębną szkołę wieczorową (zob. formy kształcenia, edukacja dorosłych), w której byliby traktowani odpowiednio do wieku. Eksperymentalnie grupa starszych chłopców została włączona do prac remontowych w budynkach placówki, co przyniosło nadspodziewanie dobre rezultaty (chłopcy zaangażowali się w tę pracę, a jej wyniki zostały wysoko ocenione przez fachowców), jednak szkoły wieczorowej nie uruchomiono.
Apel ministerstwa o tworzenie eksperymentalnych domów rodzinnych uznał za okazję do utworzenia ośrodka rodzinnego (prowadzonego przez nauczycielskie małżeństwo), w którym również dorastająca młodzież zostanie otoczona właściwą opieką, zapewniającą prawidłowy rozwój osobowości.

#### Odbudowa domu przy Mącznej i budowa zaufania

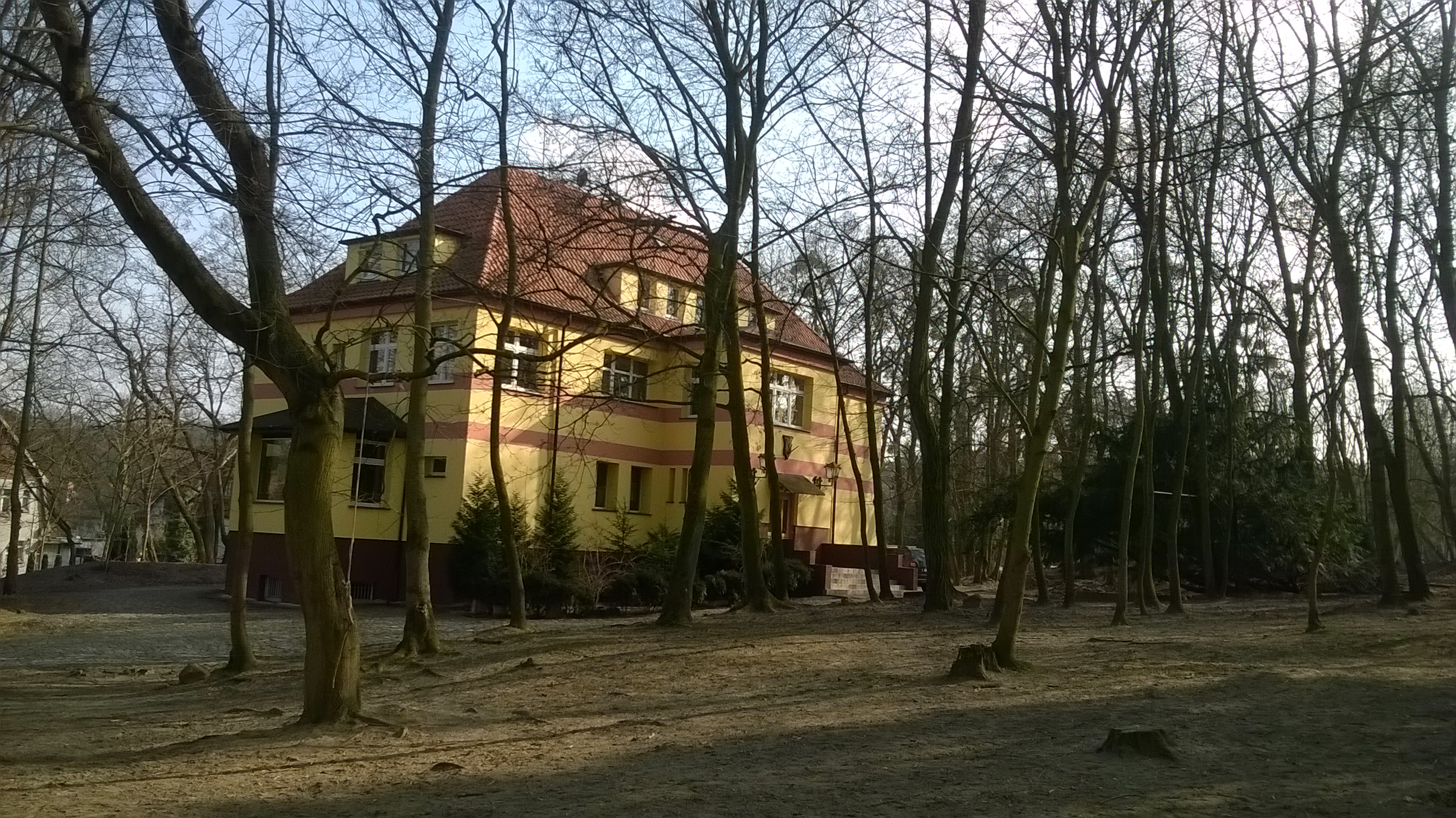
Szczecin-Zdroje, ul. Mączna 16 (2016); w latach 1958–2013 – budynek Rodzinnego Domu Dziecka
Weroniki i Grzegorza Dowlaszów

Działania nie były odgórnie organizacyjnie przygotowane ani zabezpieczone finansowo. Dowlaszowi wstępnie zaproponowano udostępnienie zrujnowanego budynku w Zdrojach, jednak uzyskanie formalnych potwierdzeń tej decyzji, umożliwiających rozpoczęcie prac remontowych, okazało się trudne i czasochłonne. Nie mniejszych starań wymagało uzyskanie środków finansowych na zakup niezbędnych materiałów budowlanych i zatrudnienie kilku fachowców (w książce Legenda domu przy ulicy Mącznej Dowlasz poświęcił tym problemom rozdział pt. Pisemek wędrówki). Pozbawiony okien i drzwi dom był narażony na działania szabrowników. Dziurawy dach nie chronił go przed niszczącym działaniem opadów. W nieuregulowanej sytuacji prawnej pojawiało się też ryzyko jego przejęcia przez bogatsze konkurencyjne instytucje.
Problem wymagał rozwiązania bez zwłoki. Sytuacja skłoniła Dowlasza do natychmiastowego rozpoczęcia ryzykownego eksperymentu – utworzenia grupy zadaniowej, która miała się przekształcić w quasi-rodzinę. Trzonem zalążka rodziny stało się kilku kilkunastolatków o kontrowersyjnych zachowaniach, połączonych więziami wytworzonymi w domu dziecka, grupa społeczna o ukształtowanej strukturze. Grzegorz Dowlasz przedstawił chłopcom swój plan, w tym prawdopodobieństwo sukcesu lub porażki. Postawili sobie wyzwanie stworzenia „rodzinnego domu” dla siebie i kilku wybranych młodszych sierot. Wkrótce wyruszyli do Zdrojów na wakacyjny obóz, wraz z młodym wychowawcą (do którego, po krótkim czasie, zgodzili się zwracać per „wujku”) i kilkoma młodszymi dziećmi, których wybór powierzył im Dowlasz (wybrali dzieci darzące szacunkiem swoich przywódców; zob. rola społeczna, pozycja społeczna). Dowlasz zamieszkał wraz z nimi, jednak nie sprawował nieustannej pieczy – zaufał starszym chłopcom. Wyjeżdżając do urzędów, aby załatwiać piętrzące się sprawy administracyjne, powierzał dom i młodsze dzieci ich opiece. Niekiedy dochodziło do zachowań nieodpowiedzialnych, do których przywykli (m.in. opisanych w rozdziale pt. Smak zielonych jabłek), jednak starali się dbać o swój nowy dom i podopiecznych. Grupa z „kolonii” była stawiana za wzór dzieciom z sąsiedniego Domu Dziecka, w którym koloniści z Mącznej otrzymywali posiłki. Gdy okazało się, że prace muszą być kontynuowane w zimie, i gdy młodej brygadzie remontowej wynajęto w Domu Dziecka małe, świeżo wyremontowane mieszkanko na noclegi i odrabianie lekcji (praca na budowie nie przerwała nauki), oddali je po trzech tygodniach w idealnym stanie, budząc zdziwienie odbierającej komisji. Wspólnie ze swoim wychowawcą rozwiązywali codzienne problemy, uczyli się od fachowców technik prac murarskich, dekarskich, hydraulicznych i innych, nabierając coraz większego zaufania i sympatii do nowego „wujka”.

#### Stabilizacja i rozwój rodziny
Nerwowe napięcie zmniejszyło się dopiero w kolejnym roku, gdy w budynku było już światło, woda, a w jego połowie udało się z trudem uruchomić centralne ogrzewanie. Na Mącznej zamieszkała wówczas Weronika Dowlasz z rodzonymi dziećmi, uprzedzonymi, że będą tu mieć liczne rodzeństwo i powinni pomagać rodzicom. Żona z wielką energią przejęła część rodzinnych obowiązków. Wkrótce pojawiły się młodsze przybrane dzieci, z ich głęboką potrzebą rodzinnego ciepła – ciocia Weronika i wujek Grzegorz zostali wówczas Mamą i Tatą.
Od tego czasu Grzegorz Dowlasz mógł częściej pracować we własnym gabinecie lub w pracowni-warsztacie. Pisał książki na temat wychowania i opowiadania dla dzieci, zajmował się wystrojem wnętrza domu (z pomocą chłopców wykonywał meble, ramki do obrazów, teatrzyk kukiełkowy itp.). Najwięcej czasu nadal pochłaniały nielubiane prace biurowe, związane z koniecznością przestrzegania rozlicznych sztywnych przepisów, niedostosowanych do nietypowej sytuacji ubogiego domu rodzinnego, w którym wydatki nie mogą być precyzyjnie zaplanowane. Znajdował czas na pomoc w rozwiązywaniu trudniejszych zadań domowych i uzupełnianie ogromnych zaległości niektórych starszych dzieci. Rozbudził ich głębokie zainteresowanie swoim bogatym księgozbiorem (rozpoczęło się niedozwolone czytanie pod kocami); dla najmłodszych, którzy przychodzili do gabinetu czymś się pochwalić, zawsze miał pod ręką cukierki.
To Ojciec był też zmuszony rozwiązać chyba najtrudniejszy z problemów wychowawczych, który pojawił nieoczekiwanie wtedy, gdy zdaniem wielu obserwatorów Dowlaszowie już osiągnęli sukces – stworzyli rodzinę. Groźna sytuacja mogła być zwiastunem porażki idei domu rodzinnego – z kuchni ukradziono złoty pierścionek ze szlachetnym kamieniem, cenną pamiątkę „cioci” po jej tragicznie zmarłym narzeczonym. Weronika zwątpiła w możliwość przemiany starszych dzieci (miała pretensje do męża, który wybrał członków pierwszej ekipy budowlanej, sugerowała wprowadzenie ograniczenia wieku sierot przyjmowanych do rodziny). Również Grzegorz Dowlasz – mocno związany z każdym z członków „grupy zbuntowanych” – poczuł się boleśnie zawiedziony, zarówno tym, że w Domu znalazł się „obcy” (złodziej – czy jeden?), jak tym, że od pozostałych nie usłyszał słów potępienia. Zagroził wszystkim usunięciem ich z Domu, jeżeli „zguba” nie „znajdzie się” w ciągu trzech dni (rozmowa była pozornie spokojna). Obiecał, że sprawa pójdzie w niepamięć, jeżeli się znajdzie. Ostatniej nocy, gdy siedział w ciemności, pogrążony w ponurych myślach, usłyszał ciche kroki kogoś, kto skradał się do skrytki w piwnicy, a następnie do pokoi na piętrze. Dotrzymał słowa danego chłopcom – nie skorzystał z okazji, aby przyłapać i ukarać sprawcę. Nie ujawnił swojej obecności i nigdy nie dowiedział się, kto nim był i czy inni o tym wiedzieli. Zguba znalazła się w pustym pokoju pod miotłami. Do sprawy nie wrócono. Opis sytuacji i sposobu jej rozwiązania zrobił duże wrażenie na Marianie Brandysie, który w posłowiu do książki Legenda domu przy ulicy Mącznej napisał m.in. z podziwem:

… nabrałem niezłomnego przekonania, że Grzegorz doprowadzi do zwycięskiego końca także swój zasadniczy eksperyment wychowawczy. Że dom przy ulicy Mącznej stanie się naprawdę domem rodzinnym. […] Obyśmy mieli jak najwięcej takich wychowawców!

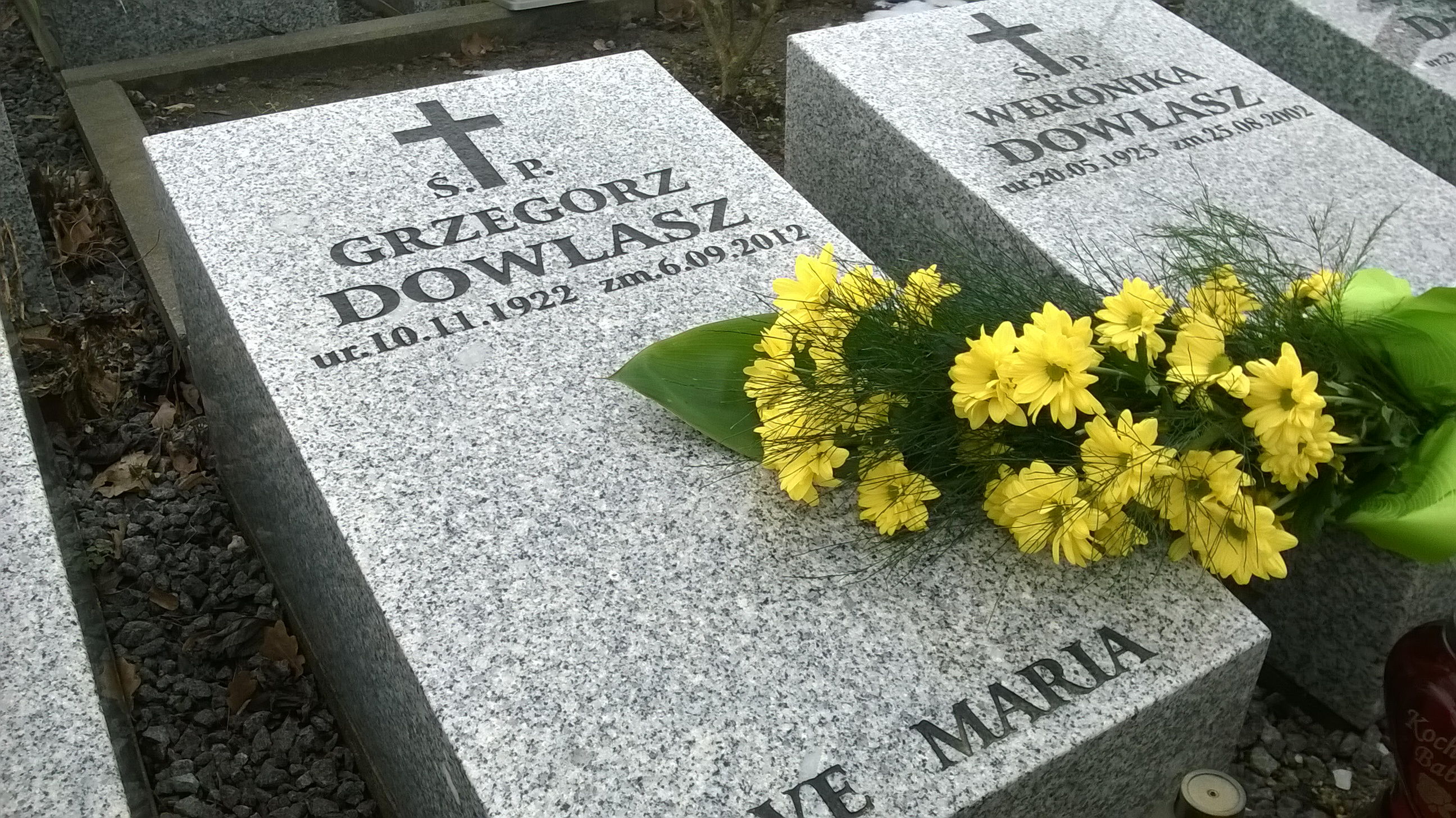
Groby W. i G. Dowlaszów na cmentarzu Centralnym w Szczecinie (kw. 95E)

Gdy Weronika Dowlasz zmarła w sierpniu 2002 roku, liczna i zżyta rodzina przetrwała jej odejście. Przed Wielkanocą roku 2004 dziennikarka Gazety Wyborczej zastała Grzegorza Dowlasza w domu przy ul. Mącznej. Rolę pani domu pełniła bratanica Weroniki, Teresa Ciechowicz. Stół w jadalni przygotowano na 30 osób, ale nie było dokładnie wiadomo, ilu członków rodziny przyjedzie. Dwanaścioro dzieci jeszcze przygotowywało pisanki. Młody owczarek niemiecki, Brutus, omal nie przewrócił swojego pana, witając się z nim serdecznie.

Gołębie włosy, bródka, wielkie okulary, fajka w dłoni. Ma 80 lat. Zamyśla się. Razem z żoną wychowali w tym domu ponad setkę dzieci. Większość założyła już własne rodziny. Dziś wielka rodzina Dowlaszów liczy prawie 400 osób. Los porozrzucał ich po całym świecie. Na kredensie stos kartek z wielkanocnymi życzeniami z całego świata: Radek ma na Florydzie własną firmę budowlaną, Ela jest w Berlinie, ktoś inny w Kanadzie i Nowym Jorku. … Pan Dowlasz odczytuje moje myśli. – Nasze dzieci poradziły sobie. Nauczyłem ich tego, co w życiu najlepsze: pracy.

Zmarł w roku 2012. Oboje są pochowani na cmentarzu Centralnym w Szczecinie (Nr kwatery: 95E Rząd: W1 Nr grobu: 15)

## Książki

### Legenda domu przy ulicy Mącznej
Legenda domu przy ulicy Mącznej, wydana przez Iskry w roku 1965, jest rodzajem pamiętnika Grzegorza Dowlasza, rozwinięciem krótkich notatek – kroniki znalezionej w pokoiku na poddaszu, który był na początku walki o Rodzinny Dom Dziecka „biurem kierownika budowy” (pierwszym pomieszczeniem z drzwiami). Notatki uzupełniła pamięć i wyobraźnia.
Oglądając brulion w szarozielonej płóciennej oprawie, Dowlasz zastanawia się: … czasem staranniej, czasem jakby na kolanie, w pośpiechu. Pisane moją ręką. Moją ręką? … Czyżby … W wyobraźni widzi chłopców przy wieczornym ognisku. Z chłopcami siedzi … wysoki, chudy, w okularach – to wychowawca. Opowiada coś chłopcom, gestykuluje. Słuchają zapatrzeni w niego, w ogień, gdzieś w noc … Stwierdza, że te zapiski nie są pisane przez niego, tylko przez tamtego młodego wychowawcę, który podjął się stworzyć tym chłopcom dom, gdy inni wzruszali ramionami.
Na ostatniej stronie brudnopisu z notatkami tamtego młodego wychowawcy dopisał: ... tu już mało miejsca; Więc tylko telegraficznie: Nasz dom ujęto do planu – zacznie się prawdziwy remont – już się robi przetarg – będzie firma budowlana i wszystko się skończy –  nareszcie – wyobrażam sobie, jaki tu latem będzie ruch. A nasze stare, dawne czasy z wartami przy ognisku, staraniami o każdą deskę, wojnami o przydział, z kocami na oknach, wodociągami w strumyku?... No cóż, przejdą do legendy … Historia zacznie się dopiero teraz.
W książce zamieszczono recenzję opracowaną przez Mariana Brandysa, kończącą się słowami:

 Odkładam tę surową, chropowatą książkę z uczuciem wdzięczności dla Autora. Obyśmy mieli jak najwięcej takich wychowawców!

### Rudy horyzont
Książka Rudy horyzont  została złożona do druku w roku 1969, lecz „ze względów pozawydawniczych” wydana dopiero w roku 1982. Treścią książki są zdarzenia obserwowane przez studenta (narrator pierwszoosobowy), pełniącego po raz pierwszy funkcję opiekuna grupy „trudnej młodzieży”, spędzającej wakacje nad morzem (w Oderce).

Ilustracja wzorowana na okładce książki Rudy horyzont (1982)
Cytat z książki:
Z rodzajem przyjemnego zdziwienia przyjmowałem jako rzecz naturalną, że moi chłopcy to nie grupa rudych, z którymi chcę czy nie chcę, będę musiał pracować przez lato, skoro już się wplątałem w tę całą awanturę, lecz zwykłe dzieciaki, przez przypadek lub czyjeś tam zarządzenie zespolone i poddane ogólnym prawom, dzieciaki, które jednak pomimo tego zespolenia pozostały sobą

Jest literackim opisem zachowań bezdusznych, bezwzględnych, cynicznych „wychowawców”, dbających wyłącznie o własne przyjemności i o uznanie przełożonych, oraz wycofanych dzieci z domów dziecka, nazwanych przez autora „rudymi”. Narrator dostrzega przyczynę dewiacyjnych zachowań wychowanków w braku serdeczności, której są spragnione „rude dzieci”. Opisuje m.in. zmiany tych zachowań w sytuacjach, gdy przychylny młody opiekun zapewnia im chwilę wolności.
Przytacza m.in. opowiadanie „rudej” Ani o Marii, serdecznej wychowawczyni zwolnionej z pracy za próby otoczenia opieką usamodzielniających się dziewcząt (zgodne z nakazami serca lecz niezgodne z bezdusznym regulaminem). Pokazuje przykłady wytrwałej społecznej pracy wychowanków, obserwowanej w sytuacjach, gdy jest ona podjęta przez młodzież z własnej inicjatywy, z potrzeby urządzenia własnego małego światka. Wstrząśnięty obserwacjami „świata rudych” narrator pisze w zakończeniu książki: 

... Oby dalej od Oderki, oby nigdy nie spojrzeć w jej stronę, wykreślić z mapy, z pamięci i myśli. Słońce ukryło się za małym rudawym obłoczkiem i rzucało na ziemię nierealne cienie – po smugach tych cieni sunęła procesja istot początkowo bez twarzy i kształtów, w których w miarę zbliżania się zacząłem rozpoznawać korowody rudych dzieciaków, każde z dzieci trzymało w wyciągniętych ramionach żywe, pulsujące serce; a od ziemi od drzew i leśnych przesiek szli naprzeciw ludzie i jechały samochody ... nadciągnął posuwający się powolnym, statecznym krokiem szereg poważnych pań i panów ... na artystycznie kutej w żelazie kracie ... nieśli olbrzymią tablicę, na niej przeplatane paragrafami i cyframi ze szczerego złota słowa „Przepisy” i „Regulamin”.

### Załatwione po męsku

Ojciec i syn – szkic wzorowany na ilustracji, zamieszczonej na okładce rosyjskiego wydania książki Załatwione po męsku, 1965 (Решено по-мужски, Прогресс 1975)

Książka Załatwione po męsku (1971) dotyczy podstawowych zasad wychowania w rodzinie, a przede wszystkim roli ojca w wychowaniu syna. Dowlasz stara się przełamać stereotyp ojca, który włącza się do wychowania wtedy, gdy trzeba „ użyć silnej ręki”, „załatwić sprawę po męsku”. Narratorem jest Ignacy Kowal, którego Grzegorz Dowlasz „… wymyślił, do mówienia przysposobił i opowiadania jego skrzętnie pospisywał”.
Kowal wychowuje z żoną syna-jedynaka. Jest to rzeczywisty współudział, od pierwszych miesięcy życia dziecka. Opowiada o budzącym się uczuciu wzajemnego zrozumienia, zaufania, miłości, również o licznych problemach wychowawczych, zdarzających się w niemal każdej rodzinie, które zawsze rozwiązuje bez przemocy, narażając się na uwagi ze strony żony, zaczynające się od: „Inni ojcowie…” Postępuje rozważnie, starając się, aby jego syn nie poczuł się skrzywdzony, skarcony niesprawiedliwie (poczucie niesprawiedliwości boli bardziej i dłużej niż chłosta), aby nie bał się opowiadać ojcu szczerze o swoich dziecięcych kłopotach i porażkach, aby pytał, jak postąpić w trudnych sytuacjach (wtedy razem pomyślimy – „co dwie głowy, to nie jedna”)… Często korzysta z możliwości obrócenia problemu w żart, który rozładowuje spiętrzenie napięć zmniejsza ciężar trosk, ułatwia wychowanie dziecka szczęśliwego.
Maria Łopatkowa, autorka Słowa wstępnego zwraca m.in. uwagę na propozycję Kowala, kierowaną do obojga rodziców, w tym do ojca – zachować skromność, nie ulec pokusie korzystania z reguły „dzieci i ryby głosu nie mają”. Ignacy Kowal twierdzi, że „dziecko czuje o wiele lepiej niż niejeden dorosły”, że on sam nie tylko wychowuje syna, lecz uczy się od niego. Maria Łopatkowa przestrzega go:

Oj, Ignacy, nie głoś takich myśli, bo się narazisz całkiem pokaźnej grupie autokratycznych ojców i matek!

Książka została przetłumaczona na język rosyjski i wydana w roku 1975  pt. Решено по-мужски (1975).

## Dowody uznania i pamięci
Grzegorz i Weronika Dowlaszowie otrzymali liczne wyróżnienia oficjalne, tj. Złote Krzyże Zasługi, Krzyże Komandorskie, odznaki Gryf Pomorski, nominacje w plebiscycie Człowiek Roku. Grzegorz Dowlasz za opowiadania dla dzieci został wyróżniony odznaką Przyjaciel Dziecka (odznaczenie TPD. Według członków rodziny szczególnie dużą radość sprawiły obojgu przyznawane przez dzieci Ordery Uśmiechu (1973) 
Otrzymywali setki dowodów pamięci i wdzięczności w formie listów od dzieci, które założyły własne rodziny. W jednym z listów od Staszka, najstarszego przybranego syna, znalazły się zdania: 

Nie potrafię użyć słów, aby podziękować Ojcu, który był, jest i będzie zawsze więcej niż idolem moim. Idol, to błysk, przemijanie, a nasz Ojciec zawsze w sercach naszych pozostanie. […] Nie wiem jak postąpić, by oddać należny hołd Ojcu za to, ile włożył wysiłku i serca, abyśmy byli tymi, kim jesteśmy.